# NovoDisc O.D. Group
NovoDisc O.D. Group é uma empresa espanhola de selo de gravação fundada em 1989 como Servicios Ibéricos Entertainment S.A., no início tinha uma parceria com a PolyGram. Especializada na produção de CDs para os segmentos fonográfico, editorial, educativo, de informática e para ações promocionais, também fabrica DVDs. Em 2004, lançou no Brasil o primeiro CD-R 100% brasileiro, o Migra®.